# Ty Wood
Tyson Wood (Winnipeg, 6 de setembro de 1995), mais conhecido como Ty Wood, é um ator canadense. Ele é conhecido por seu papel como Austin Carter em ReBoot: The Guardian Code.

## Biografia
Wood é de Winnipeg, Manitoba e atualmente reside em Vancouver.
Wood fez sua estreia no cinema em 2002, tendo um papel no filme Hell on Heels: The Battle of Mary Kay interpretando a versão mais jovem do personagem de R. H. Thomson, Richard Rogers. Em 2003, ele teve um papel no filme para televisão On Thin Ice como Nate Kilmer. Em 2005, Wood seria visto no longa-metragem The Big White ao lado de Robin Williams, no mesmo ano em que foi visto na série de televisão The Collector no episódio "The Mother" e também em um filme para televisão, Vinegar Hill. Em 2007, ele teve um papel no filme para televisão Maneater como Roy Satterly. Wood pode ser vista no filme de 2008 The Lazarus Project.
Em 2009, Wood teve um papel no filme The Haunting in Connecticut como Billy Campbell, ganhando o Young Artist Awards de Melhor Performance em Longa-Metragem Coadjuvante do Jovem Ator por sua atuação.

## Filmografia

### Cinema
| Ano  | Título                                | Papel                | Notas              |
| ---- | ------------------------------------- | -------------------- | ------------------ |
| 2002 | Hell on Heels: The Battle of Mary Kay | Young Richard Rogers |                    |
| 2003 | On Thin Ice                           | Nate Kilmer          | Filme de televisão |
| 2005 | Vinegar Hill                          | Bert Grier           | Filme de televisão |
| 2005 | The Big White                         | Paperboy             |                    |
| 2007 | Maneater                              | Roy Satterly         |                    |
| 2008 | The Lazarus Project                   | Young Ben Garvey     |                    |
| 2009 | New in Town                           | Hockey Player        | Uncredited         |
| 2009 | The Haunting in Connecticut           | Billy Campbell       |                    |
| 2009 | Throwing Stones                       | Dylan Campbell       | Filme de televisão |
| 2012 | The Christmas Heart                   | Matt Norman          | Filme de televisão |
| 2015 | Liar, Liar, Vampire                   | Bon                  | Filme de televisão |
| 2016 | Unleashing Mr. Darcy                  | Joe Markham          | Filme de televisão |
| 2017 | From Straight A's to XXX              | Gavin                | Filme de televisão |
| 2017 | Garage Sale Mystery: The Beach Murder | Treat Tucker         | Filme de televisão |
| 2017 | Christmas Princess                    | Trent                | Filme de televisão |
| 2019 | Spiral                                | Tyler                |                    |
| 2021 | Ruby                                  | Beau Andreas         |                    |
| 2021 | Pearl in the Mist                     | Beau Andreas         |                    |
| 2021 | All That Glitters                     | Beau Andreas         |                    |
| 2021 | Hidden Jewel                          | Beau Andreas         |                    |

### Televisão
| Ano       | Título                                      | Papel          | Notas                                          |
| --------- | ------------------------------------------- | -------------- | ---------------------------------------------- |
| 2005      | The Collector                               | Jared Beaumont | Episódio: "The Mother"                         |
| 2010      | Keep Your Head Up Kid: The Don Cherry Story | Unknown        | Mini Series                                    |
| 2014–2015 | When Calls the Heart                        | Wyatt Weaver   | Recurring role (Seasons 1-2)                   |
| 2015      | Cedar Cove                                  | Teenage Boy    | Episódio: "A Helping Hand"                     |
| 2016      | Supernatural                                | Doug           | Episódio" "Don't You Forget About Me"          |
| 2016      | Second Chance                               | Liam           | Episódio: "Admissions"                         |
| 2016      | Project Mc2                                 | Justin Clarke  | Elenco recorrente (temporadas 2-3)             |
| 2018      | iZombie                                     | Thor           | Episódio: "Are You Ready for Some Zombies?"    |
| 2018      | ReBoot: The Guardian Code                   | Austin Carter  | Elenco principal                               |
| 2018–2020 | Chilling Adventures of Sabrina              | Billy Marlin   | Elenco recorrente                              |
| 2019      | The Order                                   | Gregory        | Elenco recorrente (Temporada 1)                |
| 2019      | BH90210                                     | Zach           | 6 episódios                                    |
| 2020      | Riverdale                                   | Billy Marlin   | Episódio: "Chapter Sixty-Seven: Varsity Blues" |
| 2021      | Kung Fu                                     | Justin Taylor  | Episódio: "Choice"                             |
| 2022      | Devil in Ohio                               | Teddy          | 5 episódios                                    |
| 2023      | Grease: Rise of the Pink Ladies             | Trip           | 5 episódios                                    |